# محمد بن إبراهيم الأوسي
محمد بن إبراهيم بن محمد الأوسي المرسي، نزيل غرناطة، قال عنه ابن حجر العسقلاني في «الدرر الكامنة» نقلًا عن لسان الدين ابن الخطيب: إنه كان فريد دهره في الحساب والهيئة والطب والهندسة، أقرأ بغرناطة وانتفع به الناس لحله المشكلات، ودوّن في هذه الفنون عدّة تآليف، وتوفي عن سن عالية في صفر سنة 715 هـ.